# Sân bay Stokmarknes, Skagen
Sân bay Stokmarknes, Skagen (IATA: SKN, ICAO: ENSK) (tiếng Na Uy: Stokmarknes lufthavn, Skagen) là một sân bay tại đô thị Hadsel ở Na Uy, khoảng cách 5,6 km về phía đông bắc Stokmarknes. Sân bay này hiện thuộc quản lý của Avinor, sân bay này đã thuộc quản lý của đô thị Hadsel trong 20 năm đầu.

## Hãng hàng không và tuyến bay
- Widerøe (Bodø, Tromsø)